# Supports-surfaces
El movimiento Supports-surfaces (expresión francesa, literalmente, soportes-superficies) es un movimiento pictórico que surgió en Francia en 1966, siendo uno de los grupos fundadores del arte contemporáneo francés, dedicado a la pintura y la escultura. El término supports-surfaces fue propuesto en 1970 por Vincent Bioulès. Otros nombres con los que es conocida esta tendencia es Nuevo Reduccionismo (o Reducionismo) y Pintura Neorreduccionista (o Neoreducionista)

## El movimiento
En junio de 1969, en una exposición en el museo de Havre titulada «La peinture en question» (La pintura en cuestión), Vincent Bioulès, Louis Cane, Marc Devade, Daniel Dezeuze, Noël Dolla, Jean-Pierre Pincemin, Patrick Saytour, André Valensi y Claude Viallat declaran: «El objeto de la pintura, es la propia pintura y los cuadros expuestos solo se producen beneficio a ellos mismos. No apelan a ninguna «otra parte» (la personalidad del artista, su biografía, la historia del arte, por ejemplo). No ofrecen escapatoria, ya que la superficie, por las rupturas de formas y colores que se operan allí, prohíben las proyecciones mentales o las divagaciones oníricas del espectador. La pintura es un hecho en sí y es sobre su terreno que se deben plantear los problemas.

No se trata ni de una vuelta a las fuentes, ni de la búsqueda de una pureza original, sino de la simple puesta en escena desnuda de los elementos pictóricos que constituyen el hecho pintórico. De ahí la neutralidad de las obras presentadas, su ausencia de lirismo y profundidad expresiva.» 
En lo que se refiere al plano formal, Claude Viallat resumía claramente sus trabajos: «Dezeuze pintaba bastidores sin tela, yo pintaba telas sin bastidor y Saytour la imagen del bastidor sobre la tela».

## La corta vida del grupo
El grupo «Supports-surfaces» fue un movimiento efímero: La primera exposición del grupo tuvo lugar en 1969 en el Museo de Arte Moderno de la Ciudad de París. Agrupa artistas que favorecen la práctica de la pintura que interroga sus componentes elementales. 
Cuestionando los medios ilustrados tradicionales, estos artistas asocian a esta investigación una reflexión teórica y un posicionamiento político en el seno de la revista «Peinture-cahiers théoriques». Aparecieron disensiones entre los miembros del grupo y la escisión llega a 1972. Puede decirse que Supports-surfaces representa el último, aunque tardío, movimiento de vanguardia francés, en la historia de la modernidad y cierra definitivamente este ciclo.

## El estilo
Este movimiento no se caracteriza por un estilo particular sino más bien por un planteamiento que concede una importancia igual a los materiales, a los gestos creativos y a la obra acabada. El tema pasa a un segundo plano. Más allá de esta fase de mezcla de ideas, cada artista evolucionó en direcciones que van de la Figuración Libre al expresionismo abstracto. Desde 1966 se cuestiona el bastidor tradicional: Buraglio recupera pedazos de tela y elementos de ventana que arma. 
Dezeuze disocia la tela del marco o bastidor. Viallat emplea materiales de recuperación, telas de toldo, parasoles, distintos tejidos, cuerda anudada o trenzada. Seguirá hasta nuestros días fiel a estos apoyos. Bernard Pagés y Toni Grand trabajan sobre la madera y las cuerdas. Jaccard utiliza cuerdas anudadas para imprimir sus impresiones sobre la tela, que expone simultáneamente con las cuerdas que sirvieron de herramientas. Por su parte, François Rouan pinta con témpera tiras de papel recortado y las trenza juntas. Saytour revisita la técnica del plegado. 
Pincemin y Viallat repiten de manera neutra el mismo motivo. Louis Cane utiliza tampones y Viallat aplica del color a la plantilla. Además Meurice y Viallat utilizan colorantes destinado a la artesanía. Todas estas prácticas prueban su voluntad de regresar al gesto primitivo. 
Estas reflexiones vinieron precedidas, en Japón, por el movimiento de vanguardia Gutai a partir de 1955. Simultáneamente, hay investigaciones semejantes sobre la cuestión de la obra y del proceso de creación, al final de los años sesenta, en particular en el marco del minimal art estadounidense o del Arte Povera italiano.

## Supports-surfaces en el Centro Georges Pompidou
Desde principios del año 2001, el grupo «Supports-surfaces» ocupa el lugar que merece en el Centro Pompidou, se le consagra un espacio entero (sala 11, nivel 4) 

## Los artistas
El grupo «Supports-surfaces» reunió oficialmente a doce pintores o escultores, la mayor parte originarios del sur de Francia:
- André-Pierre Arnal (n. en Nîmes en 1939)
- Vincent Bioulès (n. en Montpellier en 1938)
- Louis Cane (n. en Beaulieu-sur-Mer en 1943)
- Marc Devade (París 1943 – 1983)
- Daniel Dezeuze (n. en Alès en 1942)
- Noël Dolla (n. en Niza en 1945)
- Toni Grand (n. en Gallargues en 1935-2005)
- Bernard Pagès (n. en Cahors en 1940)
- Jean-Pierre Pincemin (París, 1944 - 2005)
- Patrick Saytour (n. en Niza en 1935)
- André Valensi (n. en París en 1947)
- Claude Viallat (n. en Nîmes en 1936)

Otros artistas, al margen del grupo, sin embargo participaron en esta esfera de influencia por sus investigaciones plásticas:
- Marcel Alocco (n. en Niza en 1937)
- Pierre Buraglio (n. en Maisons-Alfort en 1939)
- Christian Jaccard (n. en Fontenay-sous-Bois en 1939)
- Jean-Michel Meurice (n. en Lille en 1938)
- André Nouyrit (n. en Cahors en 1940)
- François Rouan (n. en Montpellier en 1943)